# Royal Philatelic Society London

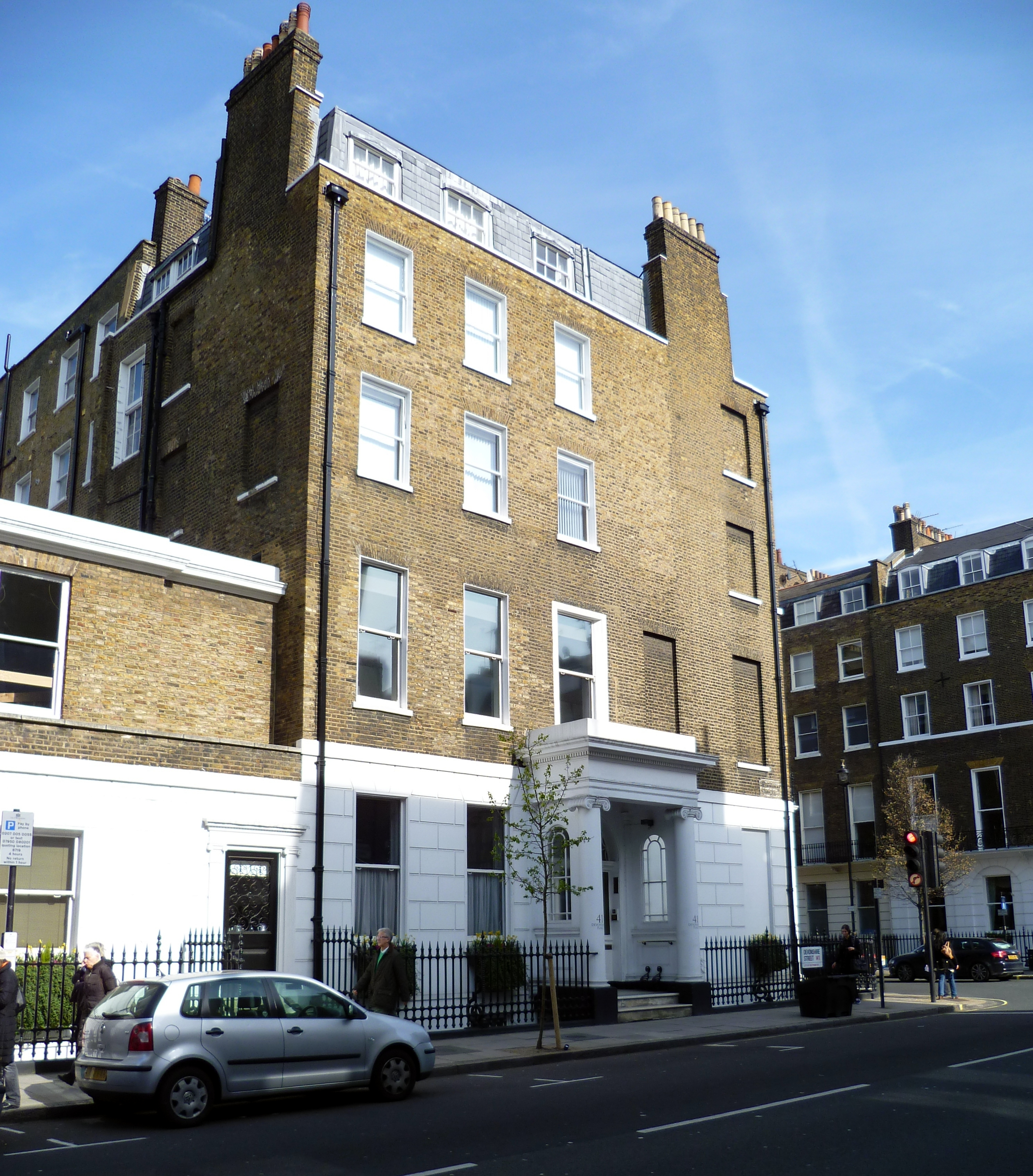
Le siège londonien de la RPSL au 41 Devonshire Place.

La Royal Philatelic Society London (RPSL, « société philatélique royale de Londres ») est une association philatélique britannique fondée en 1869. Son but est de promouvoir et de contribuer au développement des études philatéliques.

## Historique et activités
Créée sous le nom de Philatelic Society, London (PSL), elle est liée à la famille royale par deux princes collectionneurs. En 1890, Alfred, duc d'Édimbourg est nommé président honoraire de la société en 1890. En mars 1893, son neveu George, duc d'York est élu vice-président honoraire à vie avant d'en devenir président exécutif de 1896 à 1910, date de son avènement sous le nom de George V. En 1906, le père de George, le roi Édouard VII accorde le titre de « royale » à la société.
Depuis l'avènement de George V, chaque souverain britannique patronne la RPSL qui peut utiliser leurs armoiries depuis 1924 et emprunter des pièces de la Collection philatélique royale pour organiser ou participer à des expositions philatéliques de prestige.
Parmi les membres, des « compagnons » (Fellows) sont choisis par cooptation.
La RPSL publie un journal, The London Philatelist, publie des ouvrages spécialisés et propose des services d'expertise. Elle a surtout la charge d'entretenir une importante bibliothèque philatélique.
Depuis 1914, pour récompenser les contributions à la philatélie les plus importantes et originales ayant été publiées, elle remet la Crawford Medal, du nom d'un de ses présidents James Ludovic Lindsay, 26e comte de Crawford, qui constitua une importante bibliothèque dont hérita la British Library.

## Présidents
- Daniel Cooper : 1869-1878[4].
- Frederick Adolphus Philbrick : 1878-1892[5].
- Henry Ernest Newcomen King-Tenison, 8e comte de Kingston : 1892[6].

- George, duc d'York, 1896-1910 (avènement royal).
- James Ludovic Lindsay, 26e comte de Crawford, 1910-1913 (décès)[3].
- Marcellus Purnell Castle : 1913-1917[7].

- Edward Denny Bacon : 1917[8].

- Thomas William Hall : 1923-1929[9].
- Walter Dorning Beckton : 1929-1931[8].
- Robert Blake Yardley : 1931-1934[10].
- John Mitchell Harvey Wilson : 1934-1940[11].
- John Hall Barron: 1940-1946[8].
- Eric William Mann : 1946-1949[12].
- John Mitchell Harvey Wilson : 1949-1950[11].

- Kenneth Macdonald Beaumont : 1953-1956[8].
- William Ewart Ebenezer Gerrish : 1956-1961[13].
- Henry Robert Holmes : 1961-1964[9].
- Benjamin John Legge Rogers-Tillstone : 1964-1967[14].

- William Augustus Townsend : 1969[15].

- Ronald Albert George Lee : 1975-1977[16].
- Ron Butler : 1978-[17]...

- John Marriott : 1983-1986[18].
- John H. Levett : 1986-1988[19].

- Charles Wyndham Goodwyn : 1991-1993[20]